# Свято-Троицкая церковь (Кривичи, Мядельский район)
Кривичская церковь Святой Троицы (бел. Свята-Троіцкая царква) — центр прихода, памятник архитектуры XIX столетия. Расположена в посёлке Кривичи, Мядельского района Минской области, Республики Беларусь.

## Униатская церковь
1 июля 1642 года Януш Кишка, полоцкий воевода, в одном из документов упомянул: «Дабы совершалось непрестанное богослужение Всевышнему, отец мой соорудил Кривичскую Свято-Троицкую церковь…». Сам Януш наделил церковь в Кривичах угодьями.
В 1651 году Януш Кишка пожертвовал в Свято-Троицкую церковь в Кривичах Виленское Евангелие 1644 года издания.
В 1659 году церковь была разграблена московскими войсками.
Согласно «Географическо-статистическому словарю Российской империи» (1865) церковь во имя святой Троицы восстановлена в 1740 году. Предположительно, в то время церковь была деревянная.

## Православная церковь
В 1839 году постановлением Полоцкого собора униатская церковь на территории западных губерний была запрещена. Приходские храмы были переведы под православную юрисдикцию.
В 1847 г. была составлена «Клировая ведомость Кривичской церкви Св. Троицы за 1847 год».
В 1867 году священником Кривицкой церкви был Василий Иоаннов Мацкевич, который был награжден крестом и медалью в память войны 1853—1856 гг. В том же году было отказано в принятии на казенное содержание в причетнический класс при Виленском училище Петру Мацкевичу — сыну заштатного причетника Кривичской церкви. Константин Мацкевич был принят на полное казенное содержание.
С 2 июля 1869 года заштатному священнику Василию Мацкевичу из с. Кривичи начислялась ежегодная пенсия в размере 90 руб. из Вилейского уездного казначейства.
Литовскою духовною консисториею было утверждено 15 сентября 1870 г. попечительство при Кривичской церкви.

«Список церквей, снабженных разной утварью Советом Общества ревнителей православия и благотворителей в Северо-Западном крае в 1870/1871 году» содержит следующие сведения: 
«Кривичская (Вилейского уезда): серебряно-вызолоченые вещи. Сосуд для святого причастия, дискос, лжица, звездица, ковш для теплоты, два блюдца, копие (с костяною ручкою), крест напрестольный, крест водосвятный, дароносица, евангелие напрестольное верхняя доска вся серебряная, а нижняя с серебряными наугольниками. Евангелие молебное, с обеих сторон серебряные углы. Накладного серебра крест запрестольный, подсвечников местных два, выносной 1, подсвечник на престол о 7 рожках, лампад больших две, малых одна, всенощное блюдо, водосвятная чаша, кропило, ковш и блюдо, панихидница, мирница, кадило, чаша для колива, блюд сборных два, брачных венцов 1 пара, кувшин медный. Облачения: риза для священника, подризник, эпитрахиль, пояс, поручи, набедренник, стихарь для псаломщика, воздухи 1 пара, одежда на престол с покровом, одежда на жертвенник с покровом, одежда на аналой с пеленами 2, одежда на столик с пеленою. Такой же комплект облачений: ежедневных без подризника, траурных с подризником, капетасма шелковая, литон, плащаница и хоругви».
2 октября 1875 года в церковь м. Кривичи Вилейского уезда перемещен священник Габской церкви Иосиф Шелепин.
Согласно «Расписанию приходов и причтов Литовской епархии Вилейского уезда» (1876) в Троицкой церкви в м. Кривичах числились 1 настоятель и 1 псаломщик. К церковному приходу относились следующие деревни: Боровики, Мотыки, Слобода, Курчила, Хомутны, Язли, Филипки, Новоселки, Коренищинцы, Вытрески, Ревячки, Задубенье, Осово, Хуршаи, Кулеши и Субочи.
23 февраля 1878 г. церковным старостой Свято-Троицкой церкви утвержден крестьянин д. Боровики Антон Соболь. 19 апреля 1878 г. настоятелем церкви стал псаломщик Скорбященской церкви при Виленской тюрьме Иван Зверев. 17 сентября 1878 г. Кривичская церковь Вилейского благочиния насчитывала 1152 души обоего пола. 15 октября 1881 года настоятель церкви Иван Зверев был перемещен, согласно прошению, на вакантное место настоятеля Римковской церкви Дисненского уезда.
«Литовские епархиальные ведомости» от 30 августа 1881 года содержат корреспонденцию про начало строительства новой церкви:
«Из м. Кривичи, Вилейского уезда (Кор. Вил. Вест.).
Бывают в жизни дни, которые, оставляя в душе человека глубокое впечатление, бывают памятны иногда всю жизнь. Таким днем мы должны считать 9 августа, день освящения временной домовой церкви, устроенной вместо совершенно ветхой приходской, грозящей падением и представлявшей из себя „мерзость запустения“, по слову пророка, „стоящу на месте святе“ (Мф. 24, 15). Стечение народа, благодаря местному торжеству и прекрасной погоде, было громадное, и духовная радость православных прихожан, живущих среди католиков, имеющих великолепный костел, при виде первыми православного храма, была неописанная…
По окончании богослужения, г. мировым посредником, как представителем русской народности в крае, Иваном Ивановичем Потапьевым предложены были крестьянам и должностным лицам здесь же хлеб, соль и вино и произнесен при многочисленном собрании народа тост о здравии, счастьи и долгоденствии нашего Монарха Александра Александровича и всей Царствующей Семьи, тост, встреченный народом многократным, дружным „ура!“
Настоятелем же Узлянской церкви, о. М. Рожковским обращена была речь к прихожанам, в которой он призывал народ, чтобы тот, посещая вновь устроенную церковь, всегда имел в сердце своем образ в Бозе почившего Императора Александра Николаевича и молился об упокоении души того, кто всю жизнь свою посвятил на славу, честь и счастие русского народа и, наконец, запечатлел служение свое мученическою кончиною.
Пиша эти строки, в заключение, я не могу обойти молчанием тот факт, что церковь эта, хотя бедная, но благообразная, устроена при живейшем участии местного г. мирового посредника И. И. Потапьева, способствовавшего ея устройству посильными пожертвованиями и добрыми советами и при содействии Виленского св.-Духовского братства.
Дай Бог, чтобы побольше было таких лиц в нашем крае, — лиц, радеющих о поддержании в крестьянах духа русской народности и процветания православия и православной веры в здешнем крае!
Священник Иоанн Зверев».
В 1881-1886 гг. настоятелем был Василий Соколов.
В 1885/1886 учебном году в Кривичском приходе Вилейского благочиния Виленской губернии действовали следующие церковно-приходские школы и школы грамотности: в д. Вытрясках — 17 учеников и д. Язни — 3 ученика.
Каменный храм был заложен 22 мая 1886 года. Завершилось строительство в 1887 году, всего через год. Построена церковь из кирпича на каменном фундаменте.
22 ноября 1887 года церковь была освящена во имя Святой Живоначальной Троицы.

В 1893 Извеков Н. в книге «Статистическое описание православных приходов Литовской епархии» описывает православный приход в Кривичах следующим образом:
«Кривичский — Вилеского благочиния. Церковь утварью достаточна. Земли всей и под лесом 110 д. Кроме жалованья, причт получает аннуаты 8 руб. 25 к. и за отшедшие в казну имения 23 р. 89 к. Еще есть причтовый капитал в 100 р. Псаломщику дополнительного жалованья 23 р. 52 к. Церковный дом есть только у священника. Дворов 211. Прихожан муж. пола 832 и женского 781».
В 1894 году православный приход в Кривичах насчитывал 1782 человек.
18 февраля 1896 г. преподано Архипастырское благословение Его Высокопреосвященства со внесением в формулярные списки священнику Кривичской церкви Иосифу Тушкевичу (?).
7 апреля 1896 г. священником Кривичской церкви Вилейского уезда Иосифом Гушкевичем было направлено поздравительное письмо с 50-летием священства Виленского кафедрального протоиерея Петра Яковлевича Левицкого. 8 сентября 1896 г., согласно прошению, Иосиф Гушкевич был переведен на вакантное место при Скидельской церкви. 23 сентября 1896 г. в должности церковного старосты Кривичской церкви был утвержден крестьянин деревни Осово Кузьма Иванович Воробей.
10 октября 1896 г. был назначен и 17 октября рукоположен в священники Кривичской церкви диакон Ковенского собора Федор Быстров, с обязательством открыть церковно-приходскую школу для девочек.
10 июля 1900 г. — «преподано Архипастырское благославление Его Высокопреосвященства, с выражением благодарности за пожертвования в пользу церкви: прихожанам Кривичской церкви, Вилейского уезда, — кр. дер. Губы, пожертвовавшим на ремонт церкви 112 руб., кр. Даниилу Стебураке, — пож. на постройку каменной ограды при сей же церкви 100 руб., помещице Н.Свидо, пожертвовавшей 20 руб. СПБ купчихе О.Зиновской, пож. 25 р. и купцу О. О. Шуплякову, пож. священническое облачение и запрестольный крест, на сумму 75 рублей».
10 октября 1900 г. псламщик Кривичской церкви Михаил Орловский был перемещен на вакантное место псаломщика при Долгиновской церкви Вилейского уезда. 12 октября 1900 года на вакантное место псаломщика был назначен сын крестьянина Александр Кишулько, окончивший курс Виленской псаломщицко-певческой школы.
17 марта 1902 г. газета «Литовские епархиальные ведомости» сообщала про значительные пожертвования. Крестьянин д. Субочи, прихожанин Кривичской церкви Даниил Стебурак, пожертвовал на устройство новой каменной ограды вокруг церкви 310 руб. Другие прихожане церкви также пожертвовали на устройство ограды 200 руб. и привезли камень бесплатно, что стоило более 300 руб.
В 1907-1909 гг. настоятелем церкви был о. Федор Быстров.
В 1915 г. настоятель — Константин Бушма. 10 октября 1909 г. заведующий Бакштанским 2 кл. сельским училищем Константин Бушма был назначен псаломщиком церкви г. Свенцян.

## В составе Польши
Во времена II Польской Республики храм принял священник Евдоким Ракецкий. Он родился в 1867 г. в местечке Радунь в семье крестьянина. Получил образование в Молодечненской учительской семинарии и 11 лет отработал учителем. В 1909 г. Е. Ракецкий стал священником Интерской церкви. В 1916 г. переведен в д. Княгинин Вилейского уезда. В 1921 г. перемещен в Кривичи того же уезда. 9 июля 1931 г. (по другим сведениям в 1932 г.) был переведен священником в православный приход в Замошье (Браславский район). В Замошье он работал и во время установления советской власти в 1939—1941 гг., и во время немецкой оккупации. Сохранилась анкета 1942 г., в которой упоминается Е.Ракецкий. Дальнейшая судьба его не известна.
В 1922 году в Кривичах действовала одна приходская школа, два приходских и три народных училища.
В 1933 году Кривичская церковь насчитывала приход из 29 деревень. Душ мужского пола насчитывалось 1072, женского — 1153. Деревни от церкви — на расстоянии от 3 до 14 верст. В том же 1933 году «кружечный» доход составил 670 злотых, 36 грошей.
В отделе ЗАГС Мядельского райисполкома хранятся метрические книги Кривичской церкви о рождении, браке и смерти за 1928—1932 гг. и за 1933—1938 гг.

## Закрытие церкви
Закрыли храм в марте 1963 года. Часть икон, документов, атрибутики — уничтожена. Часть — передана в другие храмы. В помещении церкви сделали склад райпотребсоюза. В результате здание пришло в запустение: прогнила крыша, сгнили окна и пол. Существует поверье, что у всех активистов, принимавших участие в закрытии церкви, преследовали несчастья. У партийного секретаря Кирюшкина невзначай отняло ноги, уехал их Кривичей инвалидом. Комсомольский секретарь Евменьчик погиб в речном омуте Сервечи возле моста, в который выбросил позолоченную лампаду из церкви. Страдал со здоровьем и местный житель Шкадун, принимавший участи в закрытии церкви. Когда церковь вновь открыли, он первым пошел в храм и каялся: «Прости меня, Гоподи за грехи мои…»

## Возрождение церкви
В 1989 году все возвратилось «на круги своя», храм вернули верующим.
В 1990 году прихожане собрали деньги и своими силами отремонтировали церковь.
В феврале 1991 года настоятелем Свято-Троицкой церкви в г.п. Кривичи был назначен иерей Николай Климентьевич Горбаченок. Верными помощниками о. Николая стали Н. Петровский, Д. Антонович, А. Синякова, И. Дубяго.
13 июня 1993 года церковь освятил митрополит Минский и Слуцкий Филарет, Партиарший Экзарх всея Беларуси.
В 2000 г. в воскресной школе занималось 12 детей.

## Архитектурная планировка
Свято троицкая церковь в Кривичах — памятник ретроспективно-русского стиля. Территория вокруг обнесена оградой из бутового камня. Напротив главного фасада в центре ограды арка из трёх пролетов. Арочные завершения выполнены из кирпича.
В основу планировочной структуры церкви заложена традиционная для строительства православных храмов того времени схема из четырёх частей: колокольня, притвор, основной объем, апсида. В объемно-пространственной композиции выделяются 2 доминанты: высокая трехъярусная башня-колокольня, накрытая высоким шатром с головкой и свечеподобный купол на восьмигранном глухом барабане над основным объемом, которые придают постройке выразительный силуэт.
Прямоугольная в плане трехъярусная колокольня, 1-й ярус которой является тамбуром, образует главный фасад храма. Арочный портал на главном фасаде декорирован килеобразной аркой, которая опирается на две пилястры. Грани 2-го четырехугольного в плане яруса колокольни прорезаны полуциркульными оконными проемами, 3-й ярус восьмигранный в плане, узкие глухие грани его чередуются с широкими арочными проёмами в центре. Каждый ярус колокольни завершается профилированным карнизом.
Боковые продолговатые фасады храма образуют различные по высоте стены колокольни, притвора, основного объема и апсиды. Каждая часть бокового фасада имеет своеобразный ритм оконных проемов с декоративными наличниками. Боковая стена 1-го яруса колокольни прорезана широким полуциркульным окном, над которым расположены 2 небольшие полуциркульные оконные проемы. Стена притвора имеет 3 симметрично расположенные полуциркульные арочные окна, декорированные арочными наличниками. В центре основного объема арочный портал, декорированный килеподобной аркой, по сторонам — 2 полуциркульных оконных проема с килеобразными наличниками. Грани апсиды прорезаны 2 (с двух сторон) арочными оконными проемами с простыми наличниками. Килеподобные арочные завершения портала и оконных проемов — характерные детали архитектуры русского стиля.